# 沉降系数
粒子的沉降系数 s 用来表征其在沉降，尤其是离心沉降过程中的行为 ；被定义为一个微粒的沉降速度与致其沉降的加速度的比率。
{\displaystyle s={\frac {v_{t}}{a}}}
沉降速度{\displaystyle v_{t}} （{\displaystyle ms^{-1}}）也称为终端速度 。这是一个恒定值，因为它受到重力或离心力（超速离心机提供的数万倍 g 的加速度 ）由介质（通常是水 ）被作用于该粒子的运动的粘性阻力所抵消，故作匀速直线运动。所施加的加速度 (ms−2)可以是重力加速度 g， 更常见的是离心加速度 {\displaystyle \omega ^{2}r} 。在后一种情况下， {\displaystyle \omega }是转子的角速度 ，r 是粒子和转轴（ 半径 ）的距离。
粘性阻力由下式（斯托克斯定律）给出：6πηr0 v，其中η是介质的粘度，r0是颗粒的半径，v是粒子的速度。此规则仅适用于较大的球体。
离心力由以下公式给出：{\displaystyle mr\omega ^{2}}。这里，r是粒子和转轴（半径）的距离。。当二力（粘性力和离心力）平衡时，粒子以恒定速度运动，该速度称为终端速度。因此，终端速度由下式给出。
{\displaystyle {v_{t}}={\frac {mr\omega ^{2}}{6\pi \eta r_{0}}}}
重新整理这个公式，我们得到了最终的公式：
{\displaystyle s={\frac {v_{t}}{r\omega ^{2}}}={\frac {m}{6\pi \eta r_{0}}}}
沉降系数有一个特定的时间单位，这个单位是斯维德伯格(S)。一S被定义为精确地10 -13 秒 。本质上，由于离心力越大离子沉降越快，沉降系数是用离心施加的加速度大小平衡颗粒的沉降速率。这样所得到的值就不再依赖于加速度大小，而仅由颗粒的性质和它悬浮介质决定。在文献引用中，沉降系数通常是在水中的20℃时的值。
较大的颗粒沉降更快，具有较高的沉降系数（S值）。然而，沉降系数没有可加性。沉降率并不仅仅取决于粒子的质量或体积，当两个颗粒结合在一起难免造成表面积减少。因此，当单独计量，他们的和将与两者结合时的粒子S值不符。核糖体就是一个例子。核糖体是最经常通过它们的沉降系数进行分辨。例如，来自细菌的70S核糖体实际上是沉降系数为70S的，虽然它是由一个50S亚基和一个30S亚基所构成。